# Hermann Wilhelm Vogel
Hermann Wilhelm Vogel (26. března 1834 Dobrilugk – 17. prosinec 1898 Charlottenburg) byl německý chemik a fotograf.
Roku 1860 se stal profesorem berlínské Technische Hochshule, kde učil fotografování. V letech 1882–1890 mezi jeho žáky patřil Alfred Stieglitz.
Zúčastnil se nejméně dvou fotografických expedic do Egypta a několika cest za pozorováním zatmění Slunce, a to roku 1868 do Adenu, 1870 na Sicílii a 1875 na Nikobary.
Významně se podílel na vývoji barevné fotografie. Roku 1873 objevil, jak rozšířit spektrální citlivost fotografické emulze o zelenou složku přidáním barviva (do té doby byly emulze citlivé pouze na modré světlo a UV záření). Roku 1884 objevil rozšíření citlivosti také na oranžovou složku světla. Rozšíření citlivosti o zbývající červenou složku bylo objeveno až po jeho smrti po roce 1900.

## Publikace
- Lehrbuch der Photographie (3. vydání, Berlín 1878)
- Praktische Spektralanalyse irdischer Stoffe (2. vydání, Berlín 1888)
- Die chemischen Wirkungen des Lichts und die Photographie (2. vydání, Lipsko 1883)
- Die Photographie farbiger Gegenstände in den richtigen Tonverhältnissen (Berlín 1885)
- Vom Indischen Ozean bis zum Goldland Reisebeobachtungen (Berlín 1878)
- Lichtbilder nach der Natur (Berlín 1879)
- Über das Spiritistentreiben (Berlín 1880)